# Каданцев, Сергей Михайлович
Серге́й Миха́йлович Када́нцев (1941 — 2010) — советский и российский оперный певец, педагог. Народный артист Российской Федерации (1999).

## Биография
Родился 23 марта 1941 года в Москве. В 1967—1970 годы, окончив Киевскую студию эстрадно-циркового искусства, работал солистом Киевского гастрольно-концертного объединения.
С 1975 года, по окончании вокального отделения КГК имени П. И. Чайковского (класс доцента Г. П. Маргиева), — солист КАТОБ УССР имени Т. Г. Шевченко.
С 1979 года — солист Воронежского театра оперы и балета. Одновременно преподавал вокальное мастерство в Воронежском музыкальном колледже имени Ростроповичей (с 1995) и в Воронежской академии искусств.
Умер 25 января 2010 года. Похоронен в Воронеже на Коминтерновском кладбище.

## Творчество
В концертных программах исполнял итальянские песни, песни военных лет, романсы на стихи А. Кольцова. Гастролировал в стране и за рубежом — в Польше, Венгрии, Чехословакии, Болгарии, Англии, Греции, на Кипре.

### Избранные оперные партии
- «Евгений Онегин» П. И. Чайковского — Ленский
- «Пиковая дама» П. И. Чайковского — Германн
- «Царская невеста» Н. А. Римского-Корсакова — Лыков
- «Снегурочка» Н. А. Римского-Корсакова — Берендей
- «Риголетто» Джузеппе Верди — Герцог
- «Дон Карлос» Джузеппе Верди — Дон Карлос
- «Бал-маскарад» Джузеппе Верди — Ричард
- «Травиата» Джузеппе Верди — Альфред
- «Фауст» Шарля Гуно — Фауст
- «Кармен» Ж. Бизе — Хозе
- «Тоска» Дж. Пуччини — Каварадосси

## Признание
- заслуженный артист РСФСР (1985)
- народный артист РФ (1999)